# 소피아 부시
소피아 부시(Sophia Bush, 1982년 7월 8일 ~ )는 미국의 배우이다.

## 출연 작품
- 펄스 포지티브 (2021)
- 인크레더블 2 (2018)
- 마셜 (2017)
- 시카고 PD 3 (2015)
- 시카고 PD 2 (2014)
- 시카고 PD 1 (2014)
- 파트너즈 (2012)
- 원 트리 힐 9 (2012)
- 샬레이걸 (2011)
- 비하인드 더 신: 원 트리 힐 시즌 7 (2010)
- 비하인드 더 신: 원 트리 힐 시즌 6 (2009)
- 테이블 포 쓰리 (2009)
- 비하인드 더 신: 원 트리 힐 시즌 5 (2008)
- 더 내로우스 (2008)
- 비하인드 더 신: 원 트리 힐 시즌 4 (2007)
- 힛쳐 (2007)
- 존 터커 머스트 다이 (2006)
- 스테이 얼라이브 (2006)
- 더 레이트 레이트 쇼 위드 크레이그 퍼거슨 (2005)
- 슈퍼크로스 (2005)
- 닙턱 (2003)
- 원 트리 힐 (2003)
- 포인트 오브 오리진 (2002)
- 엽기 캠퍼스 (2002)